# اندرو کروفت (بازیکن فوتبال)
اندرو کروفت (انگلیسی: Andrew Crofts؛ زادهٔ ۲۹ مهٔ ۱۹۸۴) بازیکن سابق و مربی فوتبال اهل بریتانیا است.
از باشگاه‌هایی که در آن بازی کرده‌است می‌توان به پیتربورو یونایتد، گیلینگام، نوریچ سیتی، برایتون و ورکسام اشاره کرد.
وی همچنین در تیم‌های ملی فوتبال زیر ۱۹ سال ولز، زیر ۲۱ سال ولز و ولز بازی کرده‌ است.